# Cosmopterosis thetysalis
Cosmopterosis thetysalis là một loài bướm đêm trong họ Crambidae.